# موزه همجنسگرایی

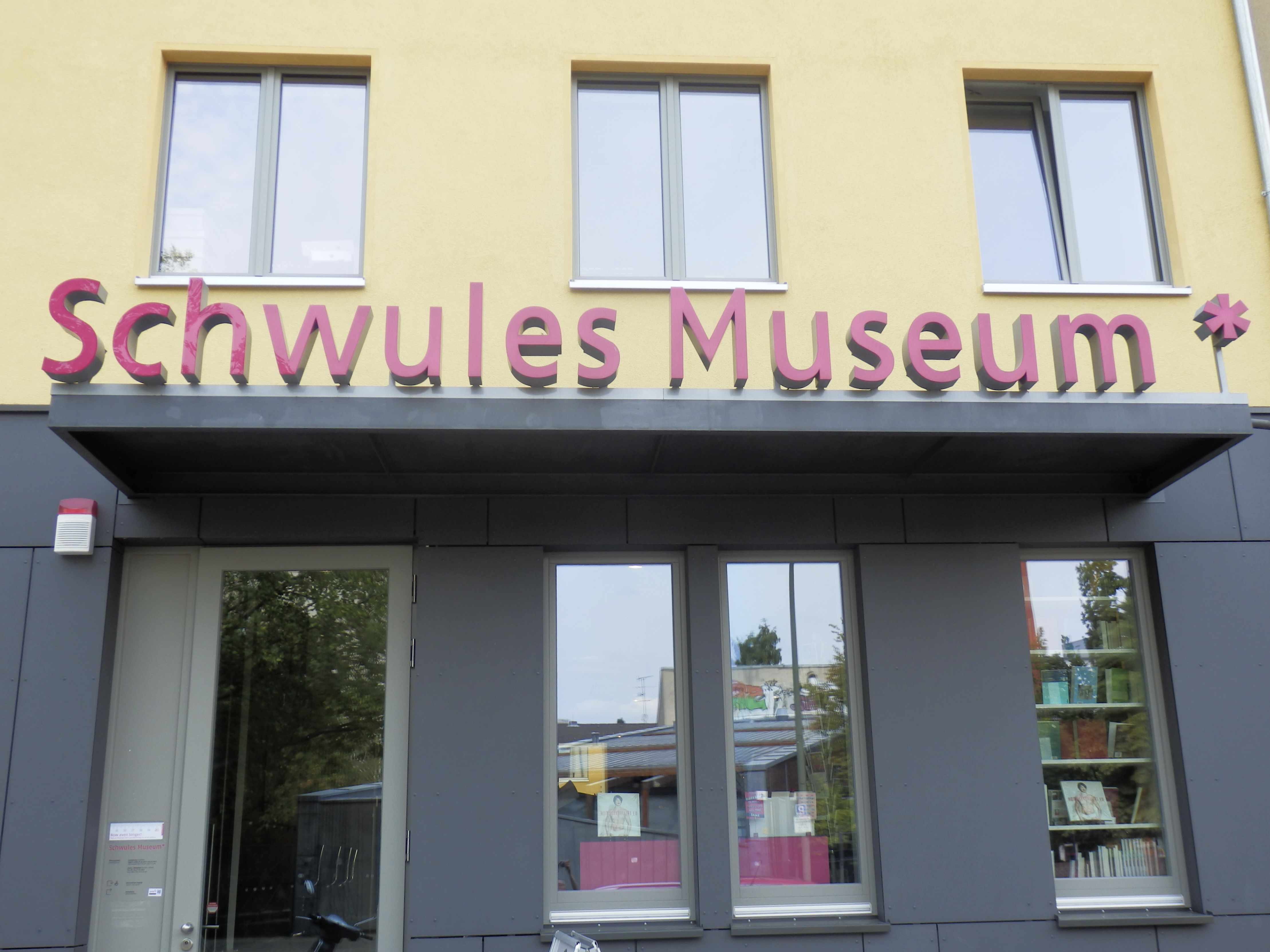
موزه همجنسگرایی، سال ۲۰۱۶ میلادی

موزه همجنسگرایی (آلمانی: Schwules Museum) در شهر برلین، آلمان یک موزه و مرکز پژوهشی با مجموعه‌هایی با تمرکز بر تاریخ و فرهنگ دگرباشی است. این موزه در سال ۱۹۸۵ گشایش یافت و نخستین موزه در جهان بود که به تاریخ همجنسگرایان اختصاص یافت. گنجینه موزه شامل نشریاتی از سال ۱۸۹۶ میلادی است و یک مجموعه از تصاویر، ویدیوها، فیلمها، صداهای ضبط شده، دست‌نوشته‌ها، اشیای هنری، و یادبودهاست. کتابخانه موزه تقریباً شامل ۲۰ هزار کتاب با موضوع همجنسگرایی است.

## موقعیت

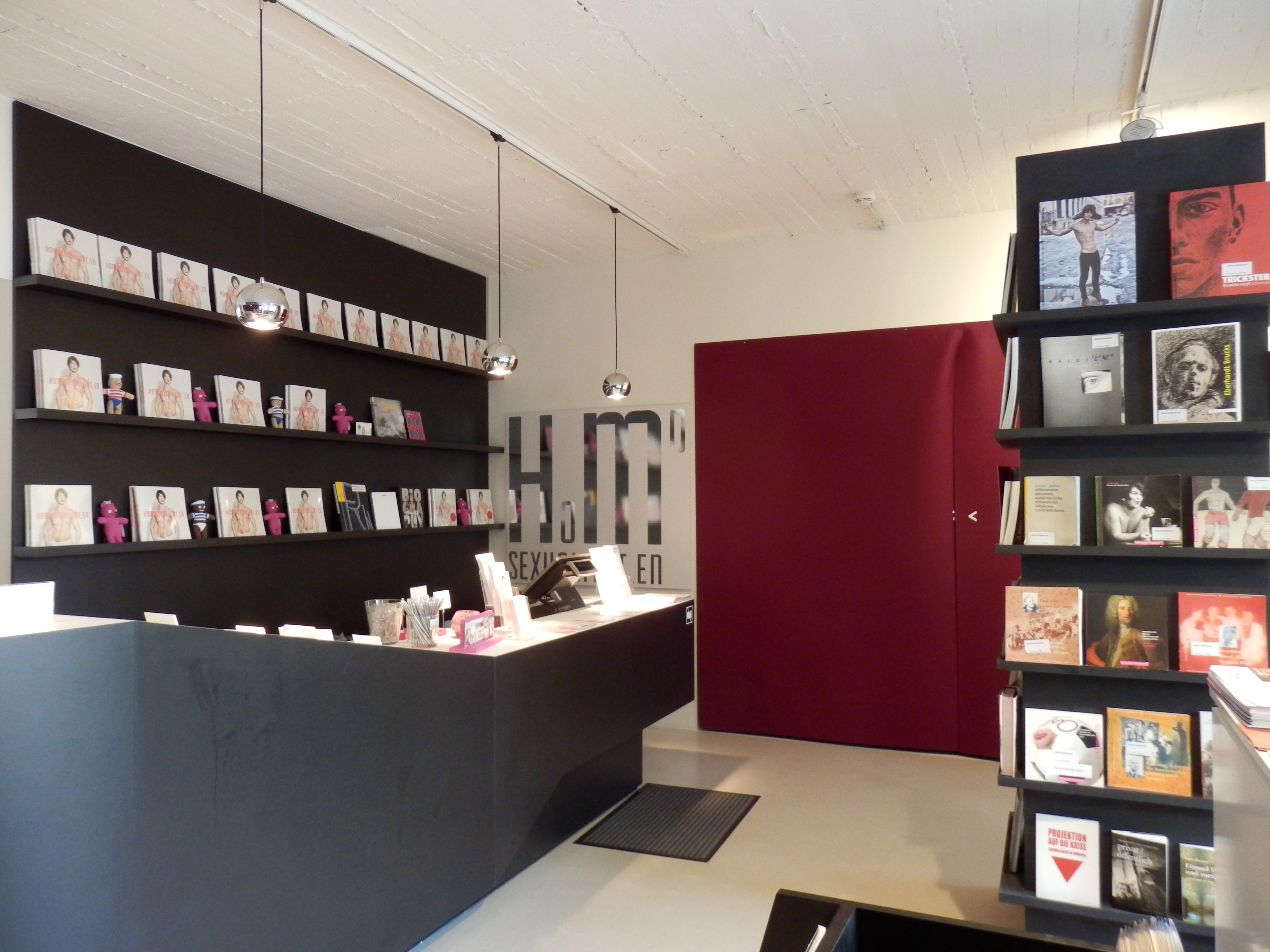
فروشگاه موزه همجنس‌گرایی

موزه نخست در محله کرویتسبرگ واقع شده بود اما از تابستان سال ۲۰۱۳ به یک ساختمان جدید در محله برلین-میته منتقل شد که سابقا یک کارخانه چاپ بود. با این جابجایی فضای نمایشگاهی موزه دوبرابر شد.